# Hillsdale (Misuri)
Hillsdale es una villa ubicada en el condado de San Luis en el estado estadounidense de Misuri. En el Censo de 2010 tenía una población de 1478 habitantes y una densidad poblacional de 1.654,08 personas por km².

## Geografía
Hillsdale se encuentra ubicada en las coordenadas 38°41′9″N 90°17′13″O / 38.68583, -90.28694. Según la Oficina del Censo de los Estados Unidos, Hillsdale tiene una superficie total de 0.89 km², de la cual 0.89 km² corresponden a tierra firme y (0%) 0 km² es agua.

## Demografía
Según el censo de 2010, había 1478 personas residiendo en Hillsdale. La densidad de población era de 1.654,08 hab./km². De los 1478 habitantes, Hillsdale estaba compuesto por el 2.23% blancos, el 95.94% eran afroamericanos, el 0.14% eran amerindios, el 0% eran asiáticos, el 0% eran isleños del Pacífico, el 0% eran de otras razas y el 1.69% pertenecían a dos o más razas. Del total de la población el 1.15% eran hispanos o latinos de cualquier raza.